# Konotop (Drawsko)
Pour les articles homonymes, voir Konotop (homonymie).
Konotop est une localité polonaise de la gmina mixte de Drawsko Pomorskie, située dans le powiat de Drawsko en voïvodie de Poméranie-Occidentale. Elle se trouve à environ 82 km à l'est de Szczecin, la capitale régionale. 

## Géographie

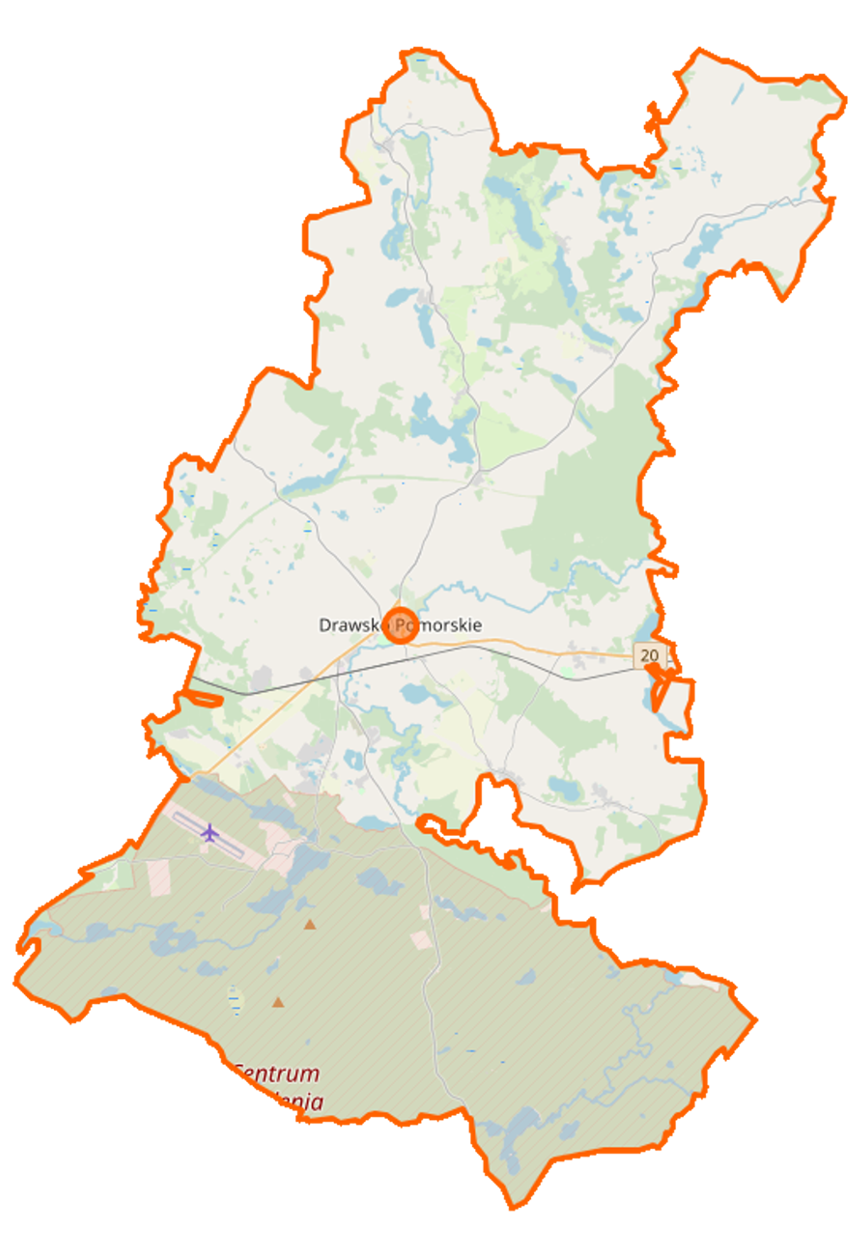
Carte de la gmina de Drawsko Pomorskie.

## Histoire
De 1816 à 1945, Köntopf fait partie de l'arrondissement de Dramburg dans le district de Köslin au sein de la province de Poméranie.